# Lizeray
Lizeray là một xã ở tỉnh Indre khu vực trung bộ Pháp. Xã này có diện tích 35,41 km², dân số thời điểm năm 1999 là 100 người. Khu vực này có độ cao trung bình 155 mét trên mực nước biển.